# Kara Winger
Kara Patterson-Winger (ur. 10 kwietnia 1986 w Seattle) – amerykańska lekkoatletka specjalizująca się w rzucie oszczepem.
W 2008 roku zajęła 41. miejsce w eliminacjach konkursu oszczepniczek i nie awansowała do finału podczas igrzysk olimpijskich w Pekinie. Bez powodzenia startowała w mistrzostwach świata. Jako juniorka zdobyła srebro mistrzostw panamerykańskich. Reprezentowała Amerykę w zawodach pucharu interkontynentalnego w 2010. Srebrna medalistka igrzysk panamerykańskich w Toronto (2015). Złota medalistka mistrzostw Stanów Zjednoczonych w 2008, 2009, 2010 i 2011 roku.
Rekord życiowy: 68,11 (2 września 2022, Bruksela) – rekord Stanów Zjednoczonych.
Jej mężem jest amerykański lekkoatleta Russ Winger.

## Osiągnięcia
| Rok  | Impreza                              | Miejsce        | Pozycja           | Wynik |
| ---- | ------------------------------------ | -------------- | ----------------- | ----- |
| 2005 | Mistrzostwa panamerykańskie juniorów | Windstor       | 2. miejsce        | 50,26 |
| 2008 | Igrzyska olimpijskie                 | Pekin          | el. – 41. miejsce | 54,39 |
| 2009 | Mistrzostwa świata                   | Berlin         | el. – 29. miejsce | 52,71 |
| 2010 | Puchar interkontynentalny            | Split          | 6. miejsce        | 58,07 |
| 2011 | Mistrzostwa świata                   | Daegu          | el. – 21. miejsce | 57,14 |
| 2012 | Igrzyska olimpijskie                 | Londyn         | el. – 31. miejsce | 56,23 |
| 2014 | Puchar interkontynentalny            | Marrakesz      | 7. miejsce        | 52,22 |
| 2015 | Igrzyska panamerykańskie             | Toronto        | 2. miejsce        | 61,44 |
| 2015 | Mistrzostwa NACAC                    | San José       | 1. miejsce        | 60,34 |
| 2015 | Mistrzostwa świata                   | Pekin          | 8. miejsce        | 60,88 |
| 2016 | Igrzyska olimpijskie                 | Rio de Janeiro | el. – 13. miejsce | 61,02 |
| 2017 | Mistrzostwa świata                   | Londyn         | el. – 15. miejsce | 61,27 |
| 2018 | Athletics World Cup 2018             | Londyn         | 2. miejsce        | 60,75 |
| 2018 | Puchar interkontynentalny            | Ostrawa        | 3. miejsce        | 60,38 |
| 2019 | Igrzyska panamerykańskie             | Lima           | 1. miejsce        | 64,92 |
| 2019 | Mecz Europa – USA                    | Mińsk          | 1. miejsce        | 64,63 |
| 2019 | Mistrzostwa świata                   | Doha           | 5. miejsce        | 63,23 |
| 2021 | Igrzyska olimpijskie                 | Tokio          | el. – 17. miejsce | 59,71 |
| 2022 | Mistrzostwa świata                   | Eugene         | 2. miejsce        | 64,05 |